# Жнинская узкоколейная железная дорога
Жнинская узкоколейная железная дорога (пол.  Żnińska Kolej Powiatowa, нем.  Zniner Kreisbahn) – железнодорожная линия с шириной колеи 600 мм, связывающая Жнин, Венецью, Бискупин и Гонсаву (Польша). 
Первая часть узкоколейной сети в окрестностях Жнина была открыта в 1894 году. После Второй мировой войны большая часть сети Жнинской УЖД была постепенно закрыта и пассажирское движение по ней было прекращено, однако после открытия в 1972 году в Венецьи музея УЖД, линия Жнин –Венецья –Бискупин – Гонсава стала использоваться для перевозки туристов.  